# Notalina arena
Notalina arena là một loài Trichoptera trong họ Leptoceridae. Chúng phân bố ở miền Australasia.